# 陽光油砂
陽光油砂有限公司（英語：Sunshine Oilsands Ltd.，港交所：2012、TSX：SUO）是一間加拿大油砂公司，主要在加拿大阿爾伯達省開採油砂。
2012年，陽光油砂在香港進行公開招股，招股價介乎4.86至5.08港元，集資最多46.9億元。陽光油砂引入了中投公司、中石化集團及美國資產管理公司EIG Global Energy Partners為機構投資者。而中銀集團投資及中國人壽亦是股東之一。

## 外部連結
- 陽光油砂公司網站 （页面存档备份，存于）
- 陽光油砂招股章程 （页面存档备份，存于）